# 森田宗男
森田 宗男（もりた ときお、1962年〈昭和37年〉5月25日 - ）は、日本の大蔵・財務・金融官僚。金融国際審議官を務めた。

## 経歴
東京都出身。栄光学園高等学校を経て、東京大学経済学部卒業。国家公務員採用上級甲種試験（経済）に合格し、1985年に大蔵省に入省（銀行局総務課）。
2017年7月5日金融庁証券取引等監視委員会事務局長、2019年7月5日総合政策局長、2020年7月20日金融国際審議官。

## 年表
- 1985年03月：東京大学経済学部卒業
- 1985年04月：大蔵省入省
- 1986年05月：派遣職員（国際通貨基金）
- 1989年07月：大蔵省主計局調査課
- 1991年07月：熊本国税局延岡税務署長
- 1992年07月：大蔵省国際金融局総務課課長補佐
- 1993年07月：外務省経済協力開発機構日本政府代表部二等書記官
- 1995年04月：外務省経済協力開発機構日本政府代表部一等書記官
- 1996年07月：大蔵省証券局総務課課長補佐（総括）[7]
- 1998年06月：大蔵省金融企画局企画課課長補佐（総括、企画）[7]
- 1999年07月：大蔵省金融企画局信用課課長補佐（総括）[7]
- 2000年07月：大蔵省大臣官房秘書課課長補佐（政務次官秘書官）
- 2001年01月：財務省大臣官房秘書課課長補佐（副大臣秘書官）
- 2002年07月：財務省大臣官房付（アメリカ・コロンビア大学客員教授）
- 2004年06月：派遣職員（国際通貨基金・金融システム局審議役）
- 2007年07月：金融庁監督局証券課長・証券課資産運用室長（～2008年6月）
- 2009年07月：金融庁監督局銀行第一課長
- 2012年09月：金融庁総務企画局参事官（国際担当）
- 2014年07月：金融庁総務企画局参事官（国際・監督局担当）
- 2015年07月：金融庁総務企画局審議官（開示・国際担当）
- 2016年06月：金融庁総務企画局総括審議官・内閣府大臣官房審議官（共生社会政策担当）
- 2017年07月05日：金融庁証券取引等監視委員会事務局長[4]
- 2019年07月05日：金融庁総合政策局長[5]
- 2020年07月20日：金融国際審議官[6]
- 2021年07月8日：退職

## 入省同期
矢野康治財務事務次官、可部哲生国税庁長官、藤井健志内閣官房副長官補、岡村健司財務官、中島淳一金融庁長官、中井徳太郎環境事務次官、岡本直之国土交通省政策統括官、野島透九州財務局長、小部春美財務総合政策研究所副所長、中尾睦内閣官房TPP等政府対策本部国内調整統括官、岸本浩国立印刷局理事長、川嶋真造幣局理事長、田中秀明明治大学教授などがいる。